# Żegota

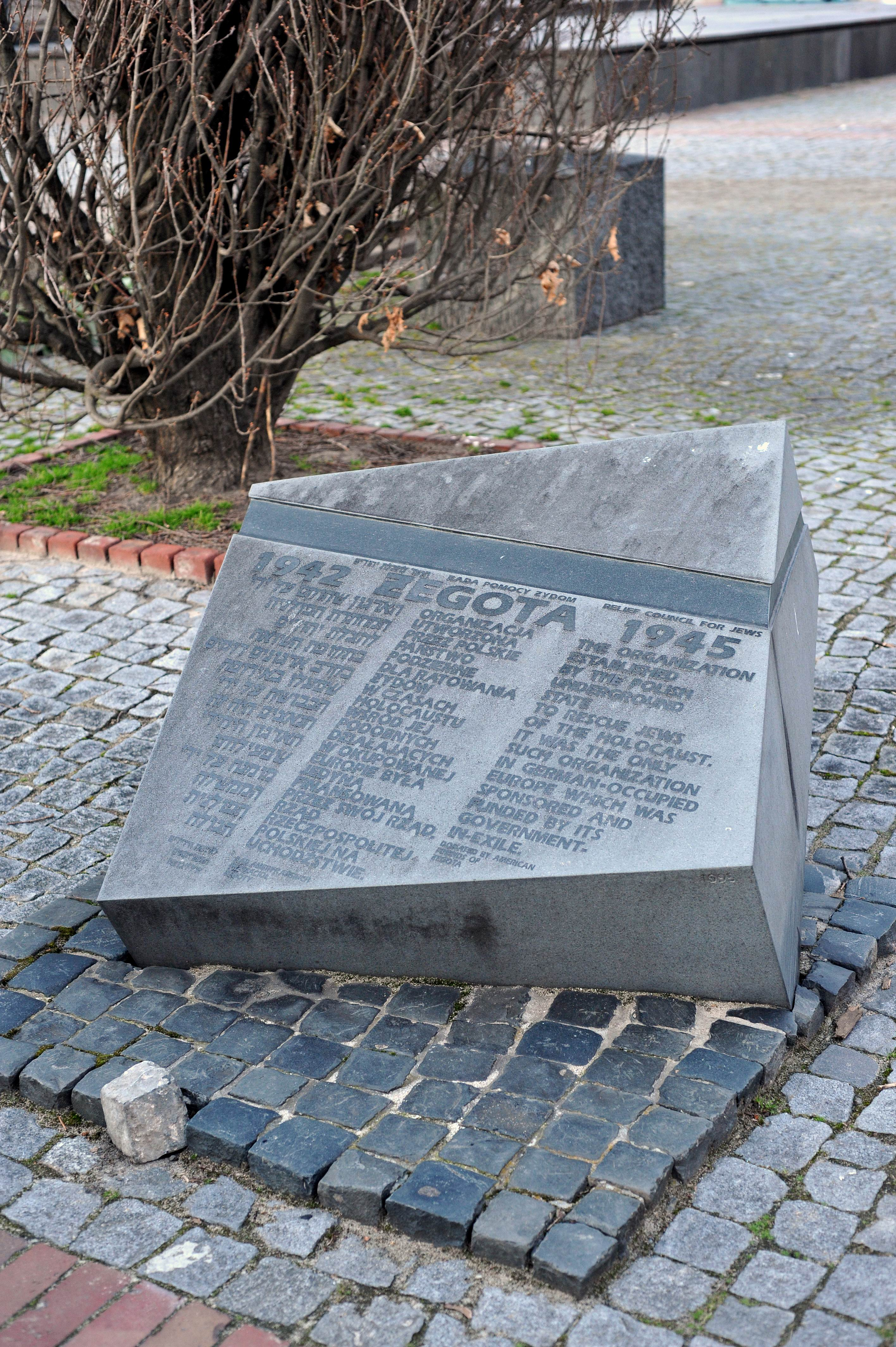
Żegota-Denkmal in Warschau

Żegota [ʒɛˈɡɔta] war der Codename für den Rat für die Unterstützung von Juden (polnisch Rada Pomocy Żydom), eine Untergrundorganisation im deutsch besetzten Polen, die zwischen 1942 und 1945 Menschen half, sich vor den deutschen Nazis und anderen Antisemiten zu retten. Sie stand unter der Schirmherrschaft der polnischen Exilregierung. Im besetzten Europa war sie die einzige Organisation ihrer Art. Mit ihrer Hilfe konnten Tausende von polnischen Juden gerettet werden. Meist wurden für die Juden, die sich auf der „arischen“ Seite verbargen, gefälschte Personaldokumente beschafft sowie finanzielle Unterstützung und medizinische Betreuung organisiert.

## Geschichte
Der Rat für die Unterstützung von Juden wurde im Dezember 1942 als Fortsetzung eines früheren Geheimkomitees gegründet, das Provisorisches Komitee für die Judenhilfe hieß (polnisch Tymczasowy Komitet Pomocy Żydom) und im September 1942 von Zofia Kossak-Szczucka und Wanda Krahelska-Filipowicz gegründet worden war.
Allein in Warschau wurden von Żegotas Kinderabteilung unter Irena Sendler mehr als 2500 jüdische Kinder aus dem Warschauer Ghetto geschmuggelt und bei polnischen Familien oder in Waisenhäusern, die von Klöstern oder Stadtverwaltungen geführt wurden, untergebracht. Die Zahl der Empfänger von gefälschten Ausweisen und einer Unterbringung in Versteckten wird auf 40.000 bis 50.000 Personen geschätzt.
Weit auseinander liegen die Schätzungen, wie viele Flüchtlinge von der Żegota finanziell unterstützt wurden: Die Angaben schwanken für Warschau – je nach Zeitraum – zwischen wenigen hundert bis viertausend Personen. In der ersten Hälfte 1944 unterstützte Żegota drei- bis viertausend Personen.
Ihr Sekretär war Adolf Berman. Eine der bekanntesten Persönlichkeiten, die in der Żegota aktiv waren, ist der ehemalige polnische Außenminister Władysław Bartoszewski.